# UK Schmidt Telescope
Le UK Schmidt Telescope (UKST) est un télescope de Schmidt de 1,2 mètre, administré par l'observatoire anglo-australien et situé à côté du télescope anglo-australien de 3,9 mètres à l'observatoire de Siding Spring en Australie. C'est un télescope à grand champ ayant un champ d'observation de 6° par 6°, qui a été la principale source de données de relevé optique dans le ciel austral depuis sa mise en service en 1973. Les plaques photographiques originales des relevés ont été numérisées par le Space Telescope Science Institute pour créer le Guide Star Catalog utilisé par le télescope spatial Hubble et le Digitized Sky Survey.
Bien que l'UKST ait été initialement utilisé pour prendre des photographies du ciel, il est maintenant presque exclusivement utilisé en spectroscopie multi-objets avec l'instrument 6 degree Field (6dF). 6dF utilise un robot pour placer jusqu'à 150 fibres optiques sur une plaque montée au plan focal de l'UKST, qui conduisent ensuite la lumière des cibles jusqu'à un spectrographe reposant sur le sol du dôme. Le 6dF Galaxy Survey (6dFGS), un relevé du décalage vers le rouge de 120 000 galaxies infrarouges sélectionnées a été récemment achevé et l'UKST est maintenant utilisé dans le RAdial Velocity Experiment (RAVE) pour mesurer les vitesses radiales et les métallicités de plus d'un million d'étoiles de notre Galaxie.